# Villa Medici (Fiesole)

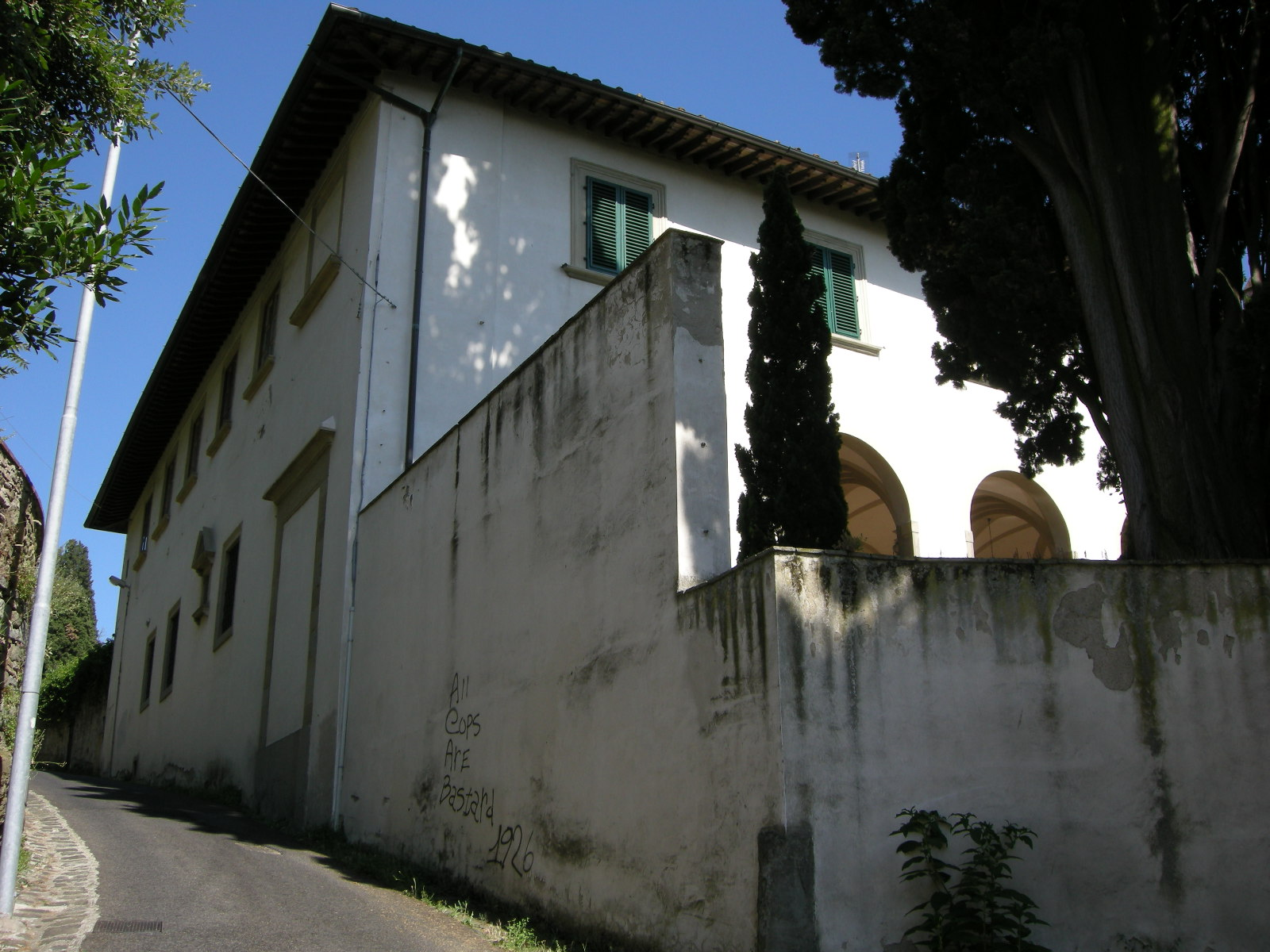
Vista desde vía Vecchia Fiesolana

La Villa Medici en Fiesole (via Beato Angelico 2) es una de las villas más antiguas de los Medici, la cuarta, después de las dos villas de Mugello (Cafaggiolo e Il Trebbio) y la villa de Careggi . También llamada Belcanto o Palagio di Fiesole, se encuentra entre las villas de los Medici mejor conservadas; al mismo tiempo se encuentra entre los menos conocidos.

## Historia

### La villa de Giovanni de' Medici

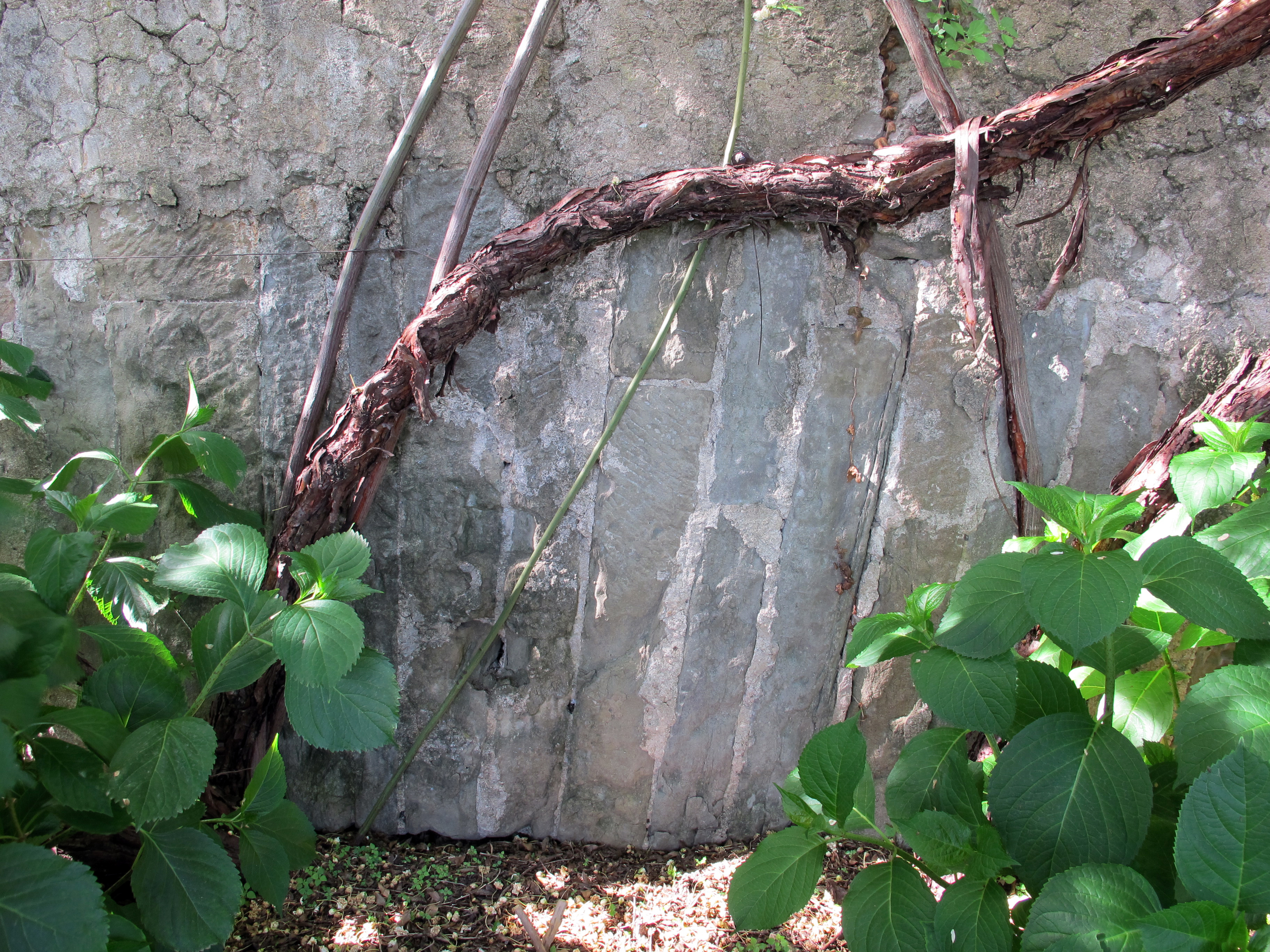
Instalación de un arco en el muro de contención de la primera terraza mencionada por Giovanni de' Medici en una de sus cartas

La villa fue construida en el lugar de una vivienda propiedad del notable Niccolò Baldi, comprada por Cosme el Viejo hacia 1450. Su hijo Giovanni la hizo reconstruir en estilo renacentista, según Giorgio Vasari por el arquitecto de la familia Michelozzo, aunque quizás otros arquitectos participaron activamente (según estudios recientes y verificados el diseño de la villa puede atribuirse al humanista y arquitecto Leon Battista Alberti, contrariamente a la atribución anterior que consideraba a Michelozzo como arquitecto).
La villa fue construida entre 1451 y 1457, según lo demuestran los informes catastrales; Giovanni era el hijo predilecto de Cosme el Viejo, debido a su viva inteligencia y marcada inclinación hacia las artes y puede ser considerado el precursor de Lorenzo el Magnífico, su sobrino. Entre sus múltiples intereses estaba coleccionar libros raros y obras de arte (era un importante cliente de Filippo Lippi), y tenía una pasión muy fuerte por la arquitectura, que le encantaba: se cree que había elegido el lugar de construcción del El propio edificio de Fiesole, en una posición panorámica sobre una pendiente muy pronunciada, va en contra de todos los principios de la época.
Era necesario crear una gran terraza  para sostener el edificio y el jardín en la ladera montañosa. Michelozzo no se dejó sujetar por preexistencias y construyó con criterios estilísticos innovadores un edificio sobrio de planta cuadrangular, con medidas originarias de brazos florentinos de 32x32, encalado con ventanas enmarcadas por marcos de Pietra serena y con grandes logias abiertas al panorama a ambos lados de la calle central. recibidor en planta principal. El aspecto de la villa era muy diferente al de las anteriores villas de los Medici y constituye de alguna manera un prototipo de construcción temprano renacentista, fuertemente geometrizada, abierta al exterior y sin patio central, hasta el punto de que se la considera el antecedente de la villa de Poggio a Caiano.  El componente defensivo-militar ha desaparecido en el edificio, por lo que faltan los torreones, las pasarelas elevadas apoyadas en ménsulas y el foso. Las logias son una clara señal de apertura hacia el exterior, a diferencia de las fortificaciones que están "cerradas" por necesidades defensivas. Las innovaciones formales y funcionales de la villa de Fiesole sustituyen a nuevos valores estéticos y, sobre todo, a una nueva atención al paisaje y al dominio visual, a los valores económicos y a la imagen del poder militar de las propiedades más antiguas de los Medici.
La racionalidad del proyecto también se expresa en sus medidas: la superposición de un módulo de brazo florentino de 4x4 (es decir, una varilla comercial ) resalta cómo todas las paredes principales están definidas por este esquema y cómo la villa es el resultado de una cuidadosa planificación. Incluso el jardín original seguía reglas geométricas precisas: estaba definido triplicando el plano de la villa.
La estructura del edificio resolvió ingeniosamente el problema de la pendiente, gracias a una distribución de las habitaciones en varios niveles: el inferior utilizado como sótanos, establos, bodega "y otras hermosas y confortables casas " cubiertas por bóvedas; la planta superior estaba destinada a la residencia de los señores, con los dormitorios, los salones, la biblioteca y también una sala dedicada a la música. Entonces, lo que parecía la planta baja en el nivel superior era en realidad el segundo piso del edificio, con magníficas vistas al paisaje. En las terrazas de abajo había jardines colgantes con logias de mampostería y parterres de flores geométricos.
La personalidad de Giovanni se manifestó en la fuerte reducción del componente agrícola y productivo de la villa, en favor de una dedicación total al ocio y la ociosidad física que fomentaba la contemplación y la actividad intelectual. De hecho, fue la primera vez que una residencia rural tenía un jardín en lugar de estar rodeada por una finca agrícola: combinadas con la falta de estructuras militares, estas características hacen de la villa uno de los prototipos más claros de villa renacentista.
El gasto realizado para la construcción de la villa fue considerable, y el propio Vasari elogió los materiales, que después de más de un siglo de construcción seguían en perfecto estado, sin necesidad de restauración ni mantenimiento.
Giovanni de' Medici no tuvo hijos y, antes de morir, se lo regaló a su joven sobrino Giuliano de' Medici.

### lorenzo el magnifico

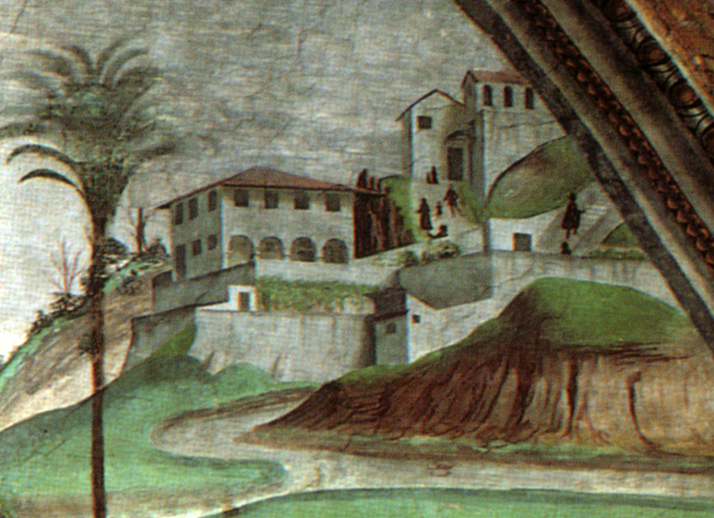
Villa Medici alrededor de 1480, frescos de Domenico Ghirlandaio (detalle), Capilla Tornabuoni, Santa Maria Novella, Florencia

Villa Medici está vinculada al dramático y sangriento acontecimiento de la Conspiración Pazzi ( 1478), cuando algunos miembros de la familia Pazzi, con Francesco Salviati y el Cardenal Girolamo Riario, apoyados por el Papa Sixto IV, urdieron una conspiración para deshacerse del crecimiento cada vez más opresivo. del poder de los Medici dentro de la República Florentina.
En un principio, el plan era matar a los dos descendientes de la familia Medici, Lorenzo y Giuliano, durante un banquete que habían organizado en la villa de Fiesole el 25 de abril, mediante el uso de un veneno que Jacopo de' Pazzi y Riario habrían escondido en una de las libaciones destinadas a los dos hermanos. Pero la repentina indisposición de Giuliano hizo que la empresa fuera en vano y fue pospuesta para el día siguiente, durante la misa en Santa María del Fiore, donde Giuliano fue asesinado, mientras Lorenzo lograba salvarse atrevidamente refugiándose en la sacristía.
Tras la muerte de Giuliano, la villa pasó a manos de su hermano mayor. Lorenzo el Magnífico residía principalmente en Careggi, pero también amaba mucho a Fiesole: aquí también se reunía el gran grupo de humanistas que gravitaban en torno a la corte de los Medici. Lorenzo con Agnolo Poliziano, Pico della Mirandola, Cristoforo Landino y otros pensadores y hombres de letras, entre lecturas, representaciones de teatro antiguo y discusiones eruditas, redescubrieron la cultura clásica que estuvo en el corazón de la renovación artística y literaria del Renacimiento.
De esta época también se remontan los dos testimonios iconográficos más importantes de la villa original: la Dormitio Virginis de Domenico Ghirlandaio (1486-90), en la Capilla Tornabuoni de Santa Maria Novella y la Anunciación de Biagio d'Antonio (finales del siglo XV)., hoy Galería de la Accademia di San Luca de Roma.

### A partir delsigloXVI

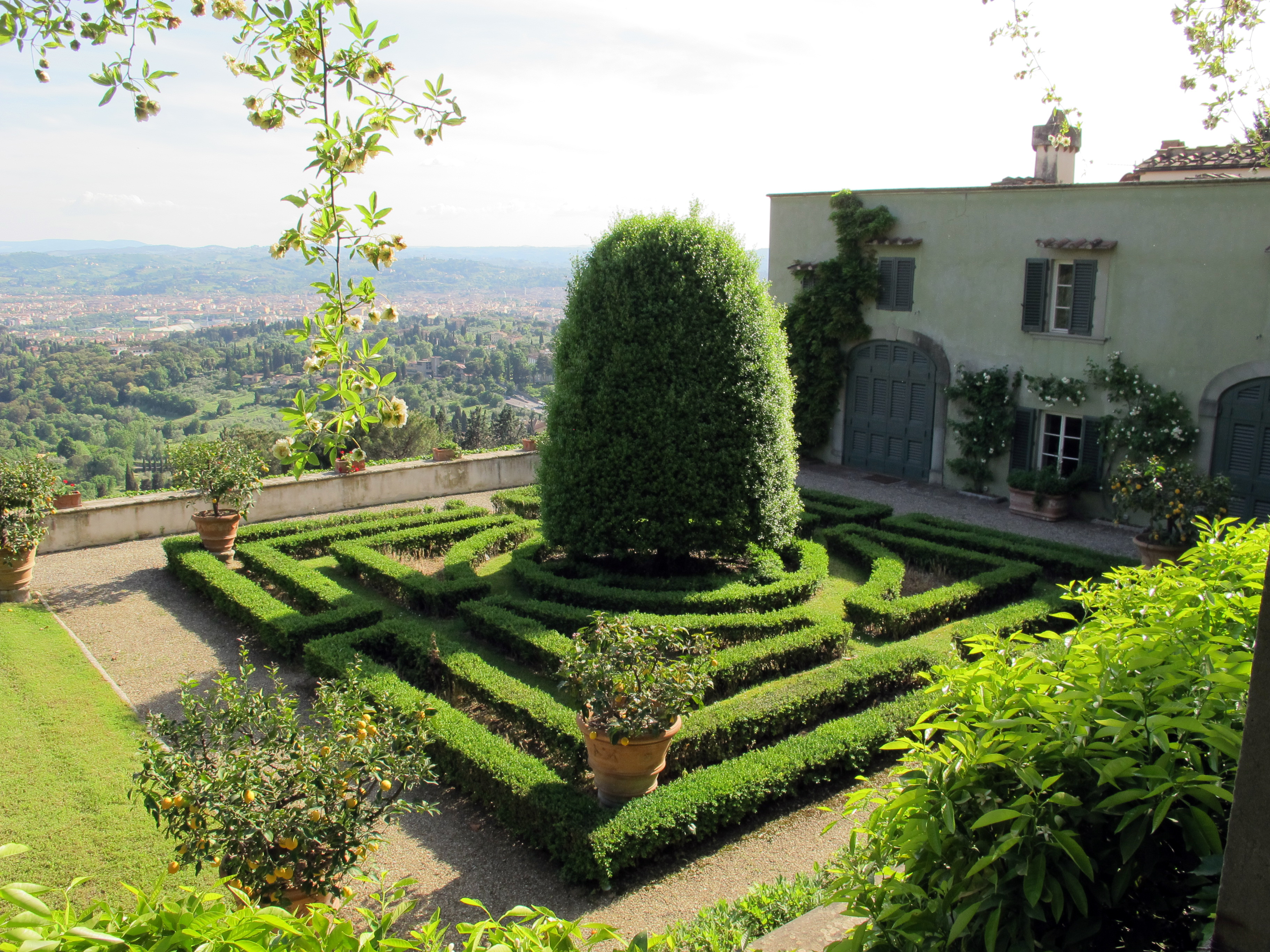
Parterre de la terraza inferior, de Cecil Pinsent

La fortuna y fama que la villa gozó entre la familia Medici hasta el siglo XV no fue confirmada por las generaciones posteriores, o al menos quedó algo reducida. Cosimo III poco después de convertirse en gran duque, lo vendió en 1671 a Vincenzo del Sera por cuatro mil florines. El aumento de volumen de la villa en el lado occidental se remonta a esta época, como sugieren los documentos con descripciones del mobiliario, los jardines y la actual logia al oeste, que en ese momento parecía una terraza.
Los propietarios posteriores fueron los Borgherini (de 1722 a 1768), que vendieron en 1771 a los Albergotti: estos cambios de propiedad implicaron la elaboración de estimaciones catastrales, con preciosas descripciones del estado de la villa y de los jardines en aquella época.
Posteriormente fue comprado por Lady Margaret Orford, cuñada de Horace Walpole, en 1772, quien encargó al arquitecto Niccolò Gaspero Paoletti ampliar el jardín superior y construir un invernadero. Pasó a la familia Mozzi en 1781, luego fue vendida a la familia Buoninsigni de Siena, que fue propietaria hasta 1862. También se creó la avenida de acceso, que trasladó la entrada de via Fiesolana a via Frà Giovanni da Fiesole (Beato Angelico), con la consiguiente inversión del papel y de la importancia de las fachadas que hicieron que la del este se convirtiera en la avenida principal. en 1858.
Entre los siglos XIX y XX, la Villa vivió su período angloamericano, con propietarios como el artista William Blundell Spence (de 1862 a 1897), luego Lady Sybil Cutting (viuda de William Bayard Cutting y madre de la futura escritora Iris Origo), que se había casado por segunda vez con el escritor Geoffrey Scott (de 1909 a 1911), y, de nuevo, con los Mac Calman (1911). – 1959); Todos estos propietarios no modificaron la distribución de la finca, salvo pequeñas variaciones distributivas y decorativas. En 1959 la villa fue adquirida por la familia Mazzini Marchi, actuales propietarios.

## La cuestión de la atribución y el prototipo de la villa renacentista.

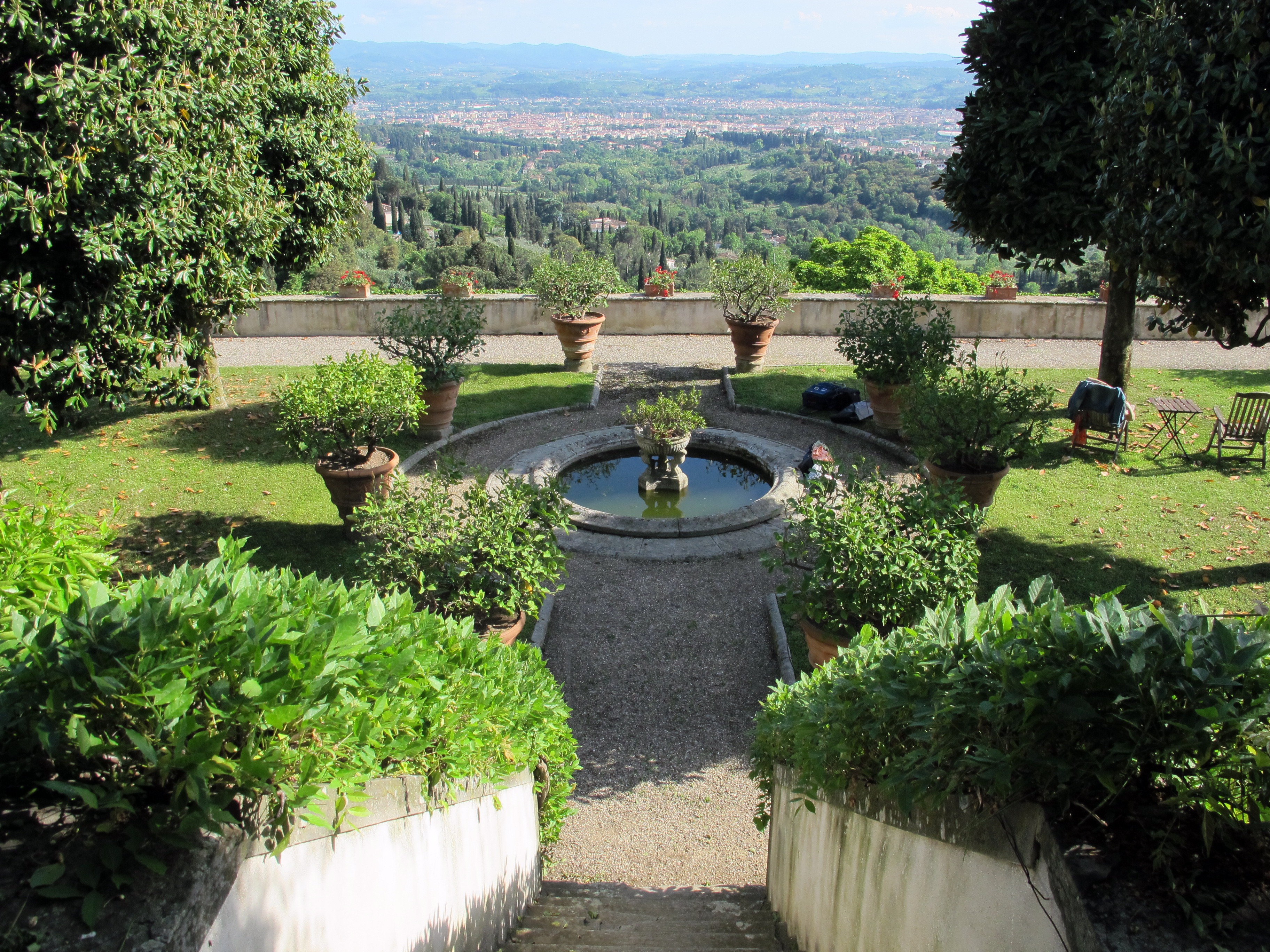
la terraza inferior

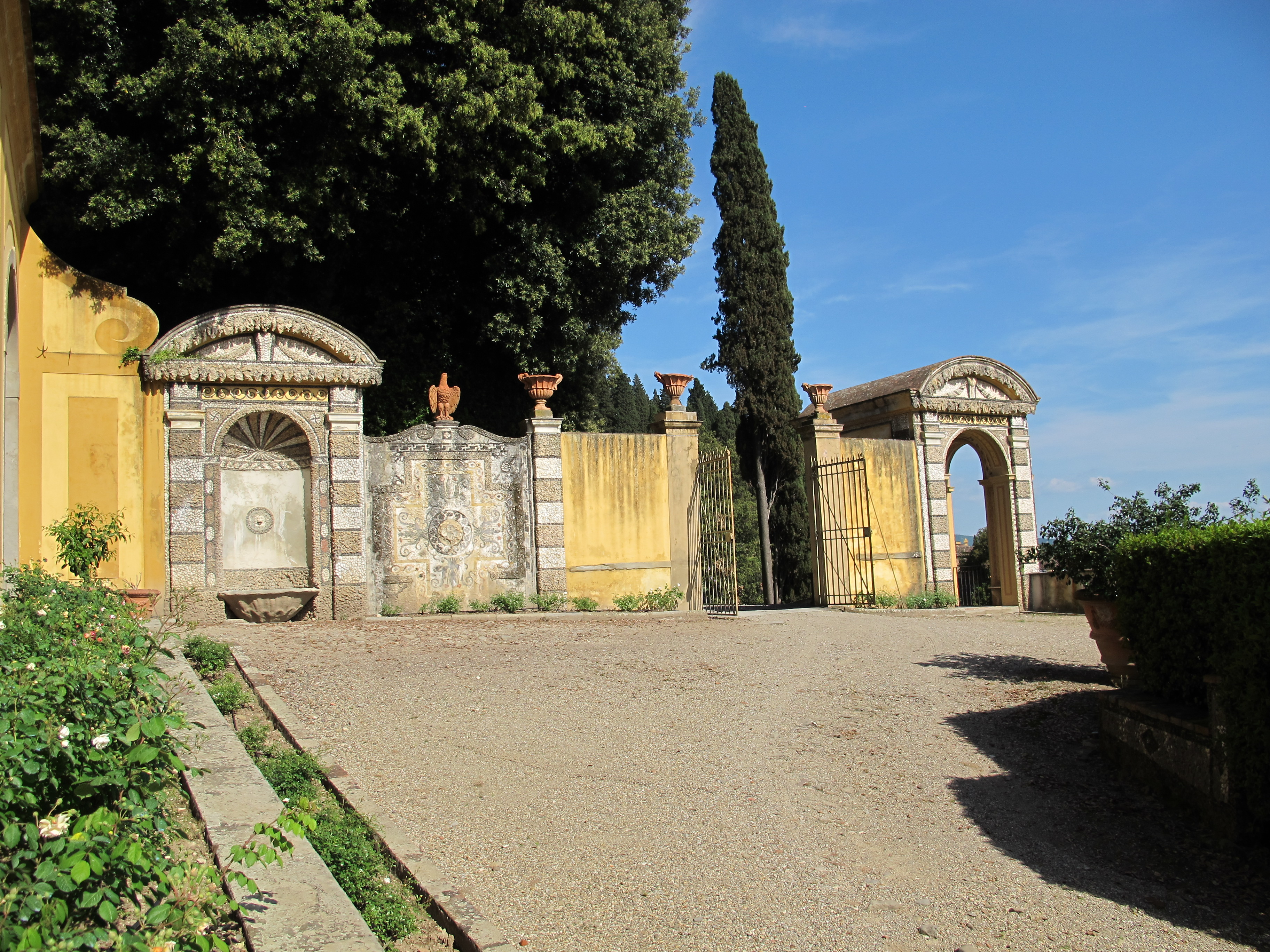
La entrada a la terraza principal.

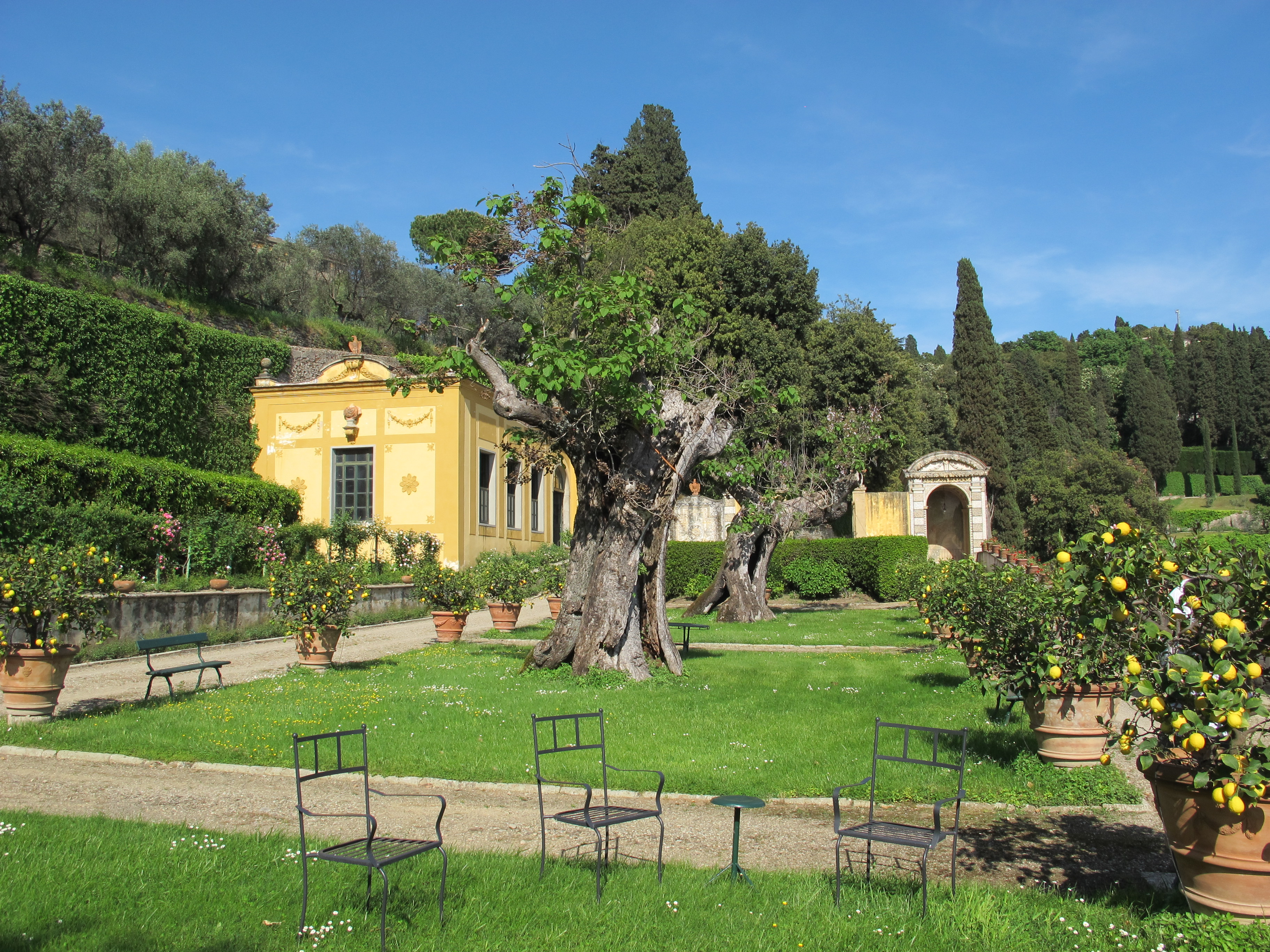
La terraza al nivel de la villa.

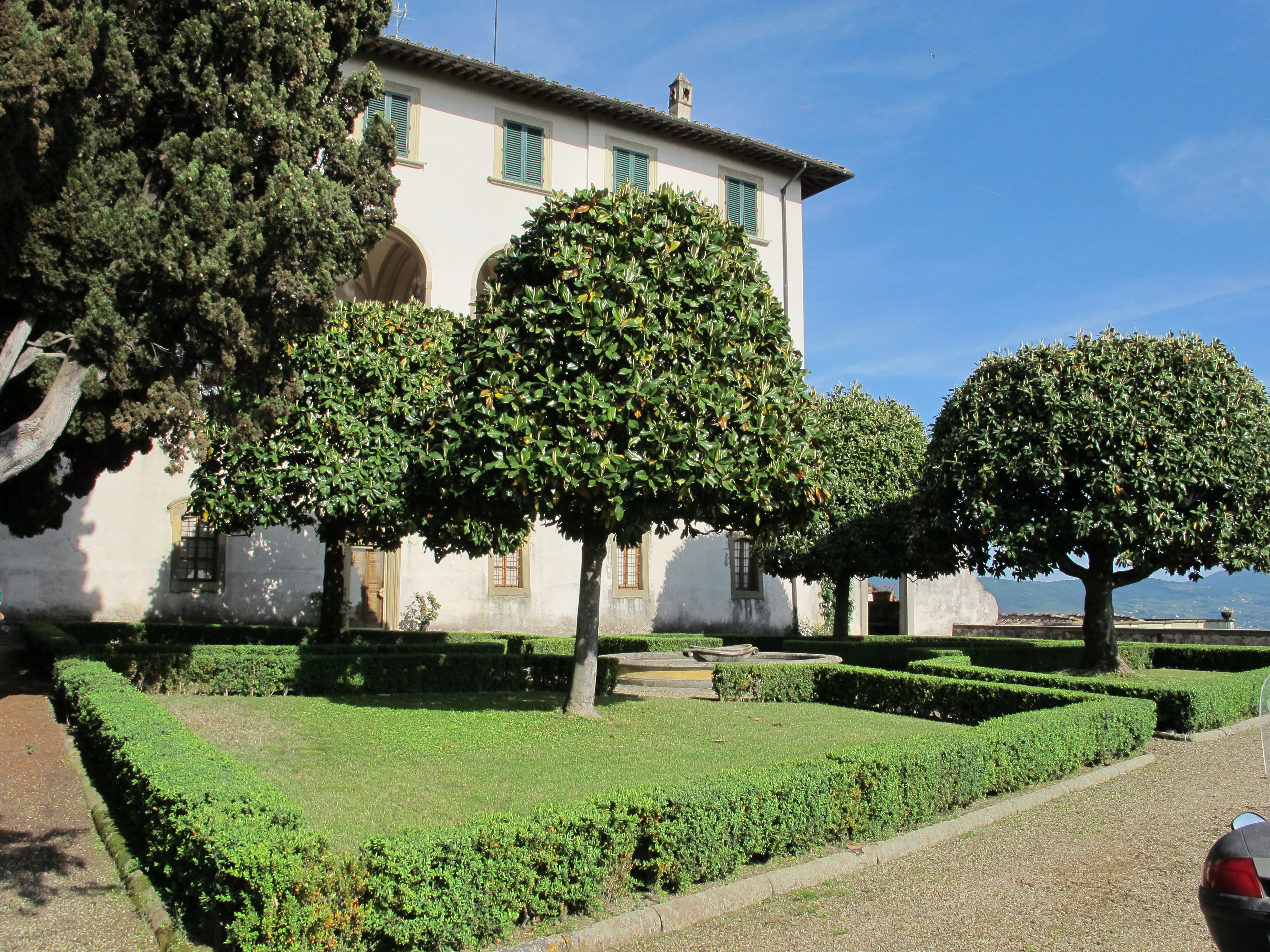
la terraza delantera

Con motivo del año albertiano, en 2004 se publicó un estudio  sobre la Villa Medici, del que surgió por primera vez la hipótesis de que la villa no era obra de Michelozzo y que era la primera villa que seguía las indicaciones de Michelozzo. Leon Battista Alberti en sus tratados de arquitectura como De re aedificaria y Villa.
La tradicional atribución de Giorgio Vasari, que indica el arquitecto preferido por Cosimo el Viejo como proyectista, no está confirmada en los documentos, que en cambio atestiguan la presencia en la obra de Bernardo Rossellino, alumno de Alberti, y de Antonio Manetti (este último, especialmente para los problemas estructurales de las terrazas).
El proyecto fue probablemente el resultado de una cuidadosa evaluación, en palabras del propio Giovanni de' Medici, "de múltiples diseños y diferentes maestros" entre los que se eligió el mejor.
Leon Battista Alberti, durante la construcción de la Villa Fiesole, terminó y publicó su De re aedificazioneria que dedica el quinto capítulo a la "villa de campo" y al "jardín suburbano". El tratamiento y estructura de la villa tienen algunos elementos en común:
- La ubicación cercana a la residencia urbana y la visibilidad "nada más salir de la ciudad";
- El panorama, con "la vista de una ciudad, de una fortaleza, del mar o de una vasta llanura";
- La sala central, el seno albertiano, que sustituye al patio de las anteriores residencias de los Medici, se expande hacia el exterior, a través de la terraza y la logia, que actúa como filtro de los jardines colgantes.
- La armonía de las proporciones, tanto internas como externas, según conceptos albertianos que se remontan al número, la música y la geometría.

La belleza del edificio, por tanto, no se basa en decoraciones de tipo medieval, sino en la simplicidad de la estructura, que combina economía, necesidad y belleza, y por primera vez se construye una verdadera "villa suburbana", en lugar de un edificio genérico. Esta casa de campo, el primer prototipo de "villa" renacentista, como lo defendieron también en el siglo XIX Stegmann y Geymüller, y más recientemente J. Ackerman.
Por lo tanto, la Villa Medici de Fiesole debe considerarse como un edificio de "musa" para muchas otras residencias, no sólo florentinas, que desde finales del siglo XV encontrarían en ella inspiración e ideas creativas e innovadoras.

## el jardin
El jardín actual refleja principalmente la renovación de 1911-1923 realizada]] por el arquitecto Cecil Pinsent, que trabajó en nombre de Lady Cutting, y es de estilo neorrenacentista.
Se distribuye en tres terrazas a diferentes niveles. El primero, al que se accede desde la avenida de cipreses, flanqueada aguas arriba por un bosque de encinas, está compuesto por grandes parterres rectangulares de césped, con grandes árboles centenarios en el centro y limoneros en cuencas de terracota en los bordes, que están expuestos desde finales de primavera hasta otoño. En la parte más arriba, a partir del limonero, hay una larga hilera de terreno ligeramente elevado, en el que se han plantado rosaledas de diferentes variedades. La planta principal de la villa corresponde a este nivel.
El segundo se desarrolla frente al alzado trasero del edificio y se puede acceder a él a través de una escalera interior. Se trata de la zona menos modificada del jardín, con grandes magnolias y decorada con parterres rodeados de setos de boj, con una fuente en el centro.La tercera terraza es contigua a la primera, pero longitudinalmente más baja entre 11 y 12 metros. Construido durante la renovación de Pinsent, se caracteriza por un diseño italiano, con una pérgola de mampostería colocada a medio camino entre los dos niveles, que discurre a lo largo del alto muro de contención de la terraza principal, construido en la época de Giovanni de ' Doctors. Glicinias decora el pasamanos de la escalera de acceso, alineada con una fuente circular de la que se desprenden dos setos con motivos geométricos de boj, caracterizados por una magnolia en el centro de cada uno. Junto a la pérgola hay dos parterres largos y simétricos con hierbas aromáticas, colocados a la altura del pretil.

Un nivel superior, del siglo XIX, muestra una hilera de cipreses rematada en una gran urna de piedra, de aire romántico .
El jardín de la villa es muy rico en agua y está constantemente expuesto al sol hacia el sur: esto crea un microclima casi único en la zona, que por ejemplo florece antes, unos 156 días, en comparación con otras zonas circundantes.